# アネット (小惑星)
アネット (2839 Annette) は小惑星帯に位置する小惑星。冥王星の発見者でもあるクライド・トンボーが発見した。
発見者の娘に因んで命名された。